# Roger Lyndon
Roger Conant Lyndon (1917–1988) est un mathématicien américain, professeur à l'université du Michigan. Il est connu pour les mots de Lyndon, le théorème de Curtis-Hedlund-Lyndon (en), l'interpolation de Craig-Lyndon et la suite spectrale de Lyndon-Hochschild-Serre (en).

## Biographie
Il commence ses études supérieures au niveau undergraduate à l'université Harvard, d'abord en littérature, puis en mathématiques, et obtient une licence (bachelor) en 1939. Il travaille comme employé de banque, mais retourne rapidement à l'université Harvard, dans la graduate school, et obtient un master en 1941. Après une brève expérience d'enseignement au Georgia Institute of Technology, il retourne pour une troisième fois à Harvard. Tout en enseignant dans le cadre du V-12 Navy College Training Program, dont l'objectif était de donner une formation de base aux recrues de la marine américaine, il prépare un Ph. D. sous la direction de Saunders Mac Lane, qu'il obtient en 1946.
Après sa thèse, Lyndon travaille à l'Office of Naval Research, puis pendant cinq ans comme assistant et professeur assistant (assistant professor) à l'université de Princeton.
Influencé par Tarski, Lyndon a travaillé sur la théorie des modèles. La visite, à Princeton, de Ralph Fox et Kurt Reidemeister en 1948 l'ont incité à travailler en théorie combinatoire des groupes.
En 1953, il est nommé à l'université du Michigan en 1953. Il y reste à l'exception de visites à Berkeley, Londres, Montpllier et Amiens. À l'université
du Michigan, il partage notamment un bureau avec Donald G. Higman. Il a de nombreux élèves, parmi lesquels notamment Kenneth Appel, Joseph Kruskal et Paul Schupp.

## Recherche
Cohomologie des groupesLa thèse de Lyndon concerne la cohomologie des groupes; la suite spectrale de Lyndon-Hochschild-Serre est une conséquence de ce travail. Elle relie la cohomologie d'un groupe aux cohomologies de ses sous-groupes normaux et leurs groupes quotients.
Mots de LyndonUn mot de Lyndon est un mot sur un alphabet ordonné qui est strictement plus petit, pour l'ordre lexicographique, que tous les mots obtenus par permutation circulaire (ses mots conjugués). Lyndon a introduit ces mots en 1954 quand il cherchait des bases de groupes libres.
Théorème de Curtis-Hedlund-LyndonLe théorème de Curtis-Hedlund-Lyndon est une caractérisation des automates cellulaires en termes de leur dynamique symbolique. La découverte de ce théorème est coattribuée à Morton L. Curtis et Roger Lyndon par Gustav Hedlund lui-même.
Théorème d'interpolation de Craig-LyndonLe théorème d'interpolation de Craig-Lyndon en logique formelle affirme que toute implication logique peut être factorisée en une composition de deux implications, de telle manière que tout symbole autre qu'un symbole logique qui figure dans la formule centrale est utilisé aussi dans les deux autres formules. Une première version de ce théorème a été prouvée par William Lane Craig en 1957, et une version plus forte par Lyndon en 1959.
Théorie combinatoire des groupesDe plus, Lyndon a apporté des contributions importantes en théorie combinatoire des groupes, dans l'étude des groupes en termes de leur présentations en relation avec la théorie de la petite simplification (en).

## Livres
- (en) Roger C. Lyndon, Notes on Logic, Van Nostrand, coll. « Van Nostrand Mathematical Studies » (no 6), 1966, vi+97
- (en) William W. Boone, Frank B. Cannonito et Roger C. Lyndon, Word problems : Decision problems and the Burnside problem in group theory, North-Holland, coll. « Studies in Logic and the Foundations of Mathematics » (no 71), 1973, xii+646Textes d'une conférence sur les problèmes de décision en théorie des groupes, Université de Californie à Irvine, Calif., septembre 1965, consacrée à la  mémoire de Hanna Neumann (1914-1971)
- (en) Roger C. Lyndon et Paul E. Schupp, Combinatorial Group Theory, Berlin/Heidelberg/New York, Springer-Verlag, coll. « Ergebnisse der Mathematik und ihrer Grenzgebiete » (no 89), 1977, xiv+339 (ISBN 3-540-07642-5)
- (en) Roger C. Lyndon et Paul E. Schupp, Combinatorial Group Theory, Springer-Verlag, coll. « Classics in Mathematics », 2001, xiv+339 (ISBN 3-540-41158-5, lire en ligne)Réimpression de l'édition de  1977
- (en) Roger C. Lyndon, Groups and geometry, Cambridge, Cambridge University Press, coll. « London Mathematical Society Lecture Note Series » (no 101), 1985, viii+217 (ISBN 0-521-31694-4, lire en ligne) Issu de notes de cours intitulées Groupes et géométrie, rédigées par A. Boidin, A. Fromageot et R. Lyndon, UER de mathématiques, université de Picardie, Amiens, 1980-1981

## Honneurs
Le livre Contributions to Group Theory (AMS, 1984  (ISBN 978-0-8218-5035-0) est une Festschrift consacrée à Lyndon à l'occasion de son 65e anniversaire. Ce volume contient cinq articles sur Lyndon et sa recherche mathématique, et 27 articles de recherche invités et évalués..
Le Roger Lyndon Collegiate Professorship of Mathematics de l'université du Michigan, occupé par Hyman Bass depuis 1999, tire son nom de Lyndon.